# A Little Ain't Enough
A Little Ain't Enough (en español: Un poco no es suficiente) es el tercer álbum de estudio de David Lee Roth, lanzado en enero de 1991 por el sello Warner Music Group. Fue certificado como disco de oro el 11 de abril de 1991. Fue producido por Bob Rock, y contó con el guitarrista Jason Becker en reemplazo de Steve Vai.

## Lista de canciones
| N.º | Título                | Escritor(es)                                                      | Duración |  |
| 1.  | «A Lil' Ain't Enough» | Robbie Nevil, David Lee Roth                                      | 4:42     |  |
| 2.  | «Shoot it»            | Gregg Bissonette, Nevil, Roth, Brett Tuggle                       | 4:13     |  |
| 3.  | «Lady Luck»           | Craig Goldy, Roth                                                 | 4:40     |  |
| 4.  | «Hammerhead Shark»    | Eric Lowen, Roth, Preston Sturges                                 | 3:34     |  |
| 5.  | «Tell the Truth»      | Steve Hunter, Roth, Tuggle                                        | 5:18     |  |
| 6.  | «Baby's on Fire»      | Hunter, Roth, Tuggle                                              | 3:22     |  |
| 7.  | «40 Below»            | Hunter, Roth, Tuggle                                              | 4:54     |  |
| 8.  | «Sensible Shoes»      | Dennis Morgan, Roth, Sturges                                      | 5:09     |  |
| 9.  | «Last Call»           | Matt Bissonette, Gregg Bissonette, Rocket Ritchotte, Roth, Tuggle | 3:22     |  |
| 10. | «The Dogtown Shuffle» | Hunter, Roth, Tuggle                                              | 4:58     |  |
| 11. | «It's Showtime!»      | Jason Becker, Roth                                                | 3:46     |  |
| 12. | «Drop in the Bucket»  | Becker, Roth                                                      | 5:05     |  |

## Créditos
- David Lee Roth – voz, armónica
- Jason Becker – guitarra líder
- Steve Hunter – guitarras
- Paul Baron – bajo
- Gregg Bissonette – batería, percusión
- Matt Bissonette – bajo, coros
- John Webster – teclados

## Listas
Álbum – Billboard (Norteamérica)
| Año  | Lista         | Posición |
| ---- | ------------- | -------- |
| 1991 | Billboard 200 | 18       |

Sencillos – Billboard (Norteamérica)
| Año  | Lista                  | Sencillo              | Posición |
| ---- | ---------------------- | --------------------- | -------- |
| 1991 | Mainstream Rock Tracks | "Sensible Shoes"      | 6        |
| 1991 | Mainstream Rock Tracks | "Tell the Truth"      | 39       |
| 1991 | Mainstream Rock Tracks | "A Lil' Ain't Enough" | 3        |